# 傑氏平鰭鮠
傑氏平鰭鮠，為輻鰭魚綱鯰形目平鰭鮠科的其中一種，為熱帶淡水魚，分布於非洲Hima、Aduka、Agoye及Rutshuni河流域，體長可達15公分，棲息在流動且含氧量高的溪流底層水域，以水生昆蟲為食，生活習性不明。

## 擴展閱讀
維基物種上的相關：傑氏平鰭鮠